# Tempête tropicale Philippe (2023)
Pour les articles homonymes, voir Cyclone tropical Philippe.
La tempête tropicale Philippe est le 17e cyclone tropical, mais seulement le 16e nommé, de la saison 2023 dans l'océan Atlantique nord. Il provient d'une onde tropicale qui a émergé au large de l'Afrique de l'ouest au sud des îles du Cap-Vert le 20 septembre. Traversant l'Atlantique tropical, elle est devenue une dépression puis une tempête tropicale au large des Petites Antilles. Le système a persisté malgré des conditions défavorables et la présence de la tempête tropicale Rina passant à l'Est. Philippe a frôlé le nord des îles du Vent, touchant au passage Barbuda le 2 octobre avant de tourner vers le nord. Sa fusion avec une dépression non-tropicale est passée sur les Bermudes tard le 6 octobre comme post-tropicale puis la Nouvelle-Angleterre et l'ouest des provinces maritimes du Canada la nuit du 7 au 8 octobre. Elle est ensuite entrée sur le centre et l'est du Québec où elle a été absorbée par un autre système frontal.
Siphonnant une importante humidité de l'océan, Philippe a donné des pluies torrentielles tout au long de sa trajectoire, causant des inondations locales. Ses vents ont aussi généré une forte houle cyclonique persistante et une onde de tempête loin de son centre.

## Évolution météorologique

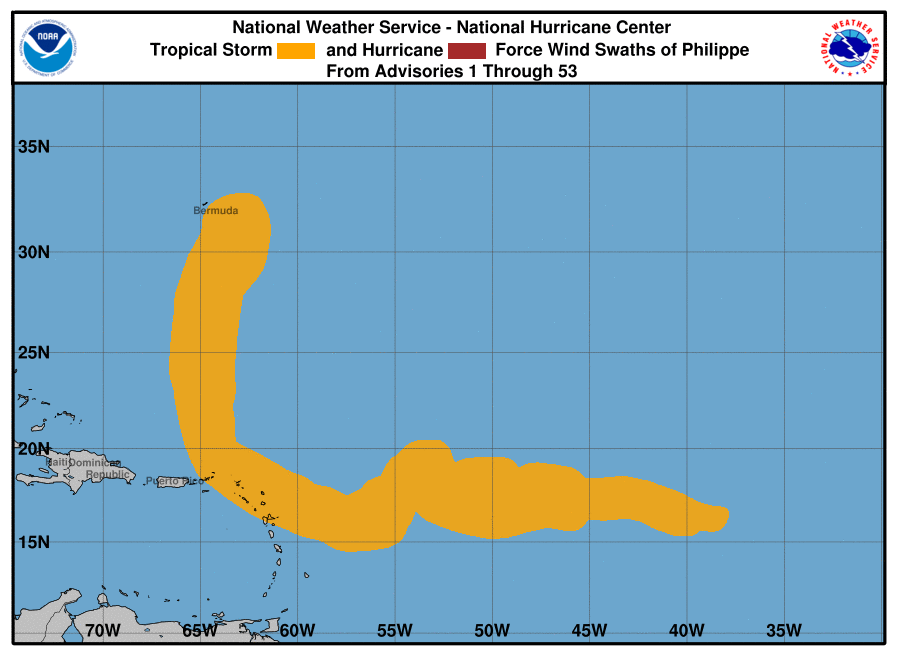
Corridor de vents de tempête avec Philippe.

Le NHC a commencé à suivre une onde tropicale sortie de la côte africaine le 20 septembre. Celle-ci est passée au sud des îles du Cap-Vert, se dirigeant vers l'ouest tout en s'organisant graduellement. Le 23 septembre à 15 h UTC, le NHC a émis son premier bulletin pour la dépression Dix-sept située à près de 1 600 km à l'ouest de l'archipel. Le même jour, 6 heures plus tard, la dépression s'est intensifiée en la tempête tropicale Philippe.
Se déplaçant lentement vers l'ouest-nord-ouest sur des eaux chaudes, le système a été inhibé par un cisaillement modéré à fort des vents en altitude qui a soufflé ses nuages à l'est du centre et empêché tout développement significatif. Tard le soir du 27 septembre, il était rendu à 900 km des îles les plus au nord des Petites Antilles. Le 29 septembre, la tempête tropicale Rina nouvellement formée était à moins de 900 km à l'est de Philippe, les deux affectant le développement et la trajectoire de l'autre.
Par la suite, Philippe a dérivé vers le sud-ouest et sa houle cyclonique a affecté les îles du Vent, les îles Vierges et Porto Rico pouvant causer un courant d'arrachement dangereux le long de leurs plages. Le matin du 1er octobre, il était rendu à 340 km à l'est de la Guadeloupe, ses nuages étaient toujours détachés du centre et pouvaient donner de fortes pluies sur certaines îles. En après-midi, une veille cyclonique a été émise pour Antigua-et-Barbuda. La veille, Météo-France avait déjà mis en vigilance jaune la Martinique et la Guadeloupe,.
Après un nouveau changement de direction vers le nord-ouest, Philippe est passé sur Barbuda vers 22 h UTC le 2 octobre alors que cette île et Antigua étaient en alerte de tempête tropicale. Il est ensuite passé près des îles de Saint-Martin, d'Anguilla et des îles Vierges britanniques avant de tourner vers le nord en direction des Bermudes qui ont été mises en alerte cyclonique.

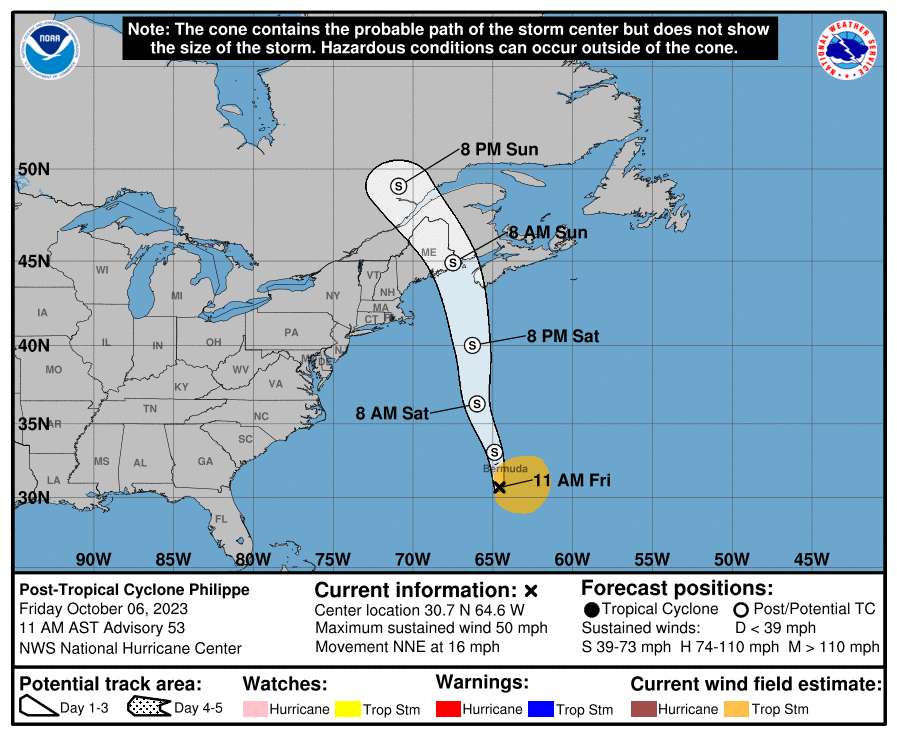
Trajectoire après être devenu extratropical.

En mi-journée du 5 octobre, Philippe était rendu à mi-chemin entre les Antilles et les Bermudes. Le système était très asymétrique selon le rapport d'un avion de reconnaissance et l'imagerie satellitaire alors que ses vents de tempête s'étendaient jusqu'à 370 km dans le quadrant Est mais beaucoup moins loin dans celui de l'Ouest. En fin de journée, la structure convective commençait à évoluer alors que la tempête rencontrait une ancienne zone frontale au nord. Son déplacement accélérait également dans le flux entre une dépression coupée d'altitude en Floride et un anticyclone océanique.
À 15 h UTC le 6 octobre, le NHC l'a déclaré cyclone post-tropical, à 180 km au sud des Bermudes. Le centre est passé à environ 40 km de l'archipel plus tard en journée. L'ex-Philippe a poursuivi vers le nord et ses pluies ont commencé à tomber sur la Nouvelle-Angleterre et les provinces maritimes du Canada en après-midi du 7 octobre. Le centre a touché la côte du Maine à l'ouest de Bar Harbor vers 6 h UTC le 8 octobre. Dans le rapport du National Hurricane Center publié le 3 avril 2024, une réanalyse météorologique a montré que la transformation post-tropicale de Philippe a été absorbée par une dépression non tropicale plus au nord et que c'est ce système qui a touché le Maine. Cette tempête a traversé ensuite le Maine pour fusionner avec un autre système à l'est de Québec au Canada.

## Conséquences

### Antilles
La pluie a causé des inondations dans plusieurs communes de la Guadeloupe, qui était en vigilance rouge, alors qu'il est tombé 373 mm à Vieux-Fort, 234 mm à Baillif, 200 mm à Saint-Claude et 300 mm aux Saintes la nuit du 2 au 3 octobre Une houle de 1,70 m a été rapporté à la plage de Malendure. Le préfet a mentionné que les dégâts ont été malgré tout limités en Guadeloupe.
Toutes les écoles ont été fermées, la circulation sur les routes a été perturbée par des éboulements, des chutes d'arbres ou des inondations. Le 2 octobre vers 19 h locales, 4 personnes ont été emportées dans leur véhicule par une coulée de boue à Gourbeyre mais elles ont été secourues selon le préfet. La distribution d’eau potable a aussi été interrompue dans un certain nombre de communes à cause des pannes de courant et certaines, comme Vieux-Fort, ont été temporairement isolées par les intempéries.
Les inondations et les coupures de courant électrique ont également affecté Anguilla, Antigua-et-Barbuda, la Dominique, la Martinique, Saint-Barthélemy et Saint-Martin,,. Entre autres, Anguilla et Barbuda ont reçu de 150 à 300 mm de pluie. Plusieurs liaisons de la compagnie aérienne LIAT ont été annulées entre toutes les îles affectées par le passage de Philippe.
Au large des îles Vierges des États-Unis, 12 marins ont été secourues par la garde-côtes alors que leur cargo s'est mis mis à prendre l'eau après s'être échoué près de l'île de Saint-Thomas à cause du mauvais temps,.

### Bermudes
Les autorités ont fermé les écoles, mais pas les services publics, par précaution avant la tempête. Philippe a apporté des vents forts et de la pluie sur les Bermudes. Le service météorologique des Bermudes a déclaré que le centre est passé à environ 40 km de l'archipel mais s'est avéré beaucoup moins violent que prévu avec la pluie tombant par intermittence avant son arrivée. À l'aéroport international L.F. Wade, il est tombé 31 mm.

### Nouvelle-Angleterre

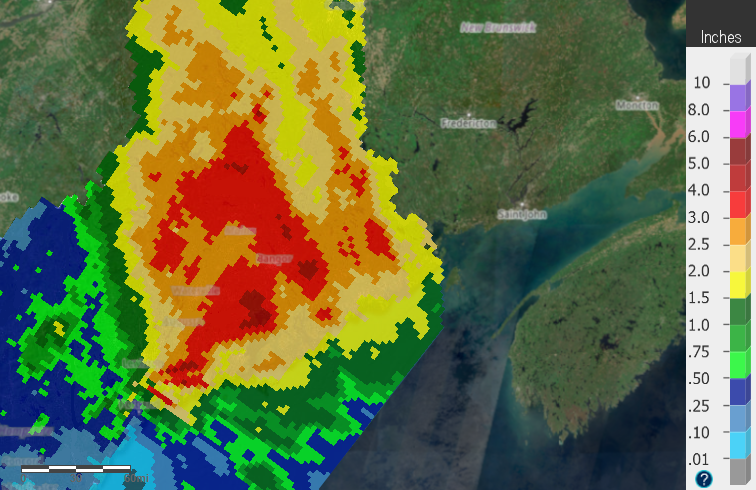
Carte des accumulations de pluie sur le Maine avec la tempête frontale Philippe (1 pouce=25,4 mm).

Des avis aux petites embarcations et des avertissements de coups de vent ont été émis pour les côtes allant du Maine jusqu'au sud de la Caroline du Nord avant l'arrivée de la tempête post-tropicale. Les météorologues du National Weather Service ont prévu également que les fortes pluies provoquées par la tempête pourraient déclencher des crues soudaines.
Sur le centre du Maine, il est tombé en général de 60 à 100 mm de pluie selon la carte ci-contre et les données climatiques. Des quantités plus importantes ont été rapportées par le National Weather Service le long de la côte avec un maximum de 5,95 pouces (151 mm) à North Haven dans le comté de Knox. Les rafales étaient de l'ordre de 80 à 95 km/h
Des dommages significatifs ont été signalés autour de Prospect et Ellsworth alors que des routes ont été endommagées par la destruction de ponceaux les traversant. À un moment donné, les compagnies de distribution électrique du Maine ont aussi signalé plus de 17 000 clients sans électricité.

### Canada
Le Service météorologique du Canada a émis des bulletins météorologiques spéciaux pour le Nouveau-Brunswick, la Nouvelle-Écosse et l'Île-du-Prince-Édouard dès le 5 octobre, pour des pluies abondantes sur la région entre à partir du 7 octobre. Nova Scotia Power a annoncé qu'elle a activé son centre des opérations d'urgence la veille de l'arrivée de la tempête post-tropicale, en particulier dans la partie ouest de la province de Nouvelle-Écosse. L'Île-du-Prince-Édouard a fait de même.
Le passage de la tempête Philippe dans la nuit du 7 au 8 octobre a donné de forts vents et une mer agitée. Il est tombé de 40 à 80 mm de pluie sur le sud-ouest de la Nouvelle-Écosse et de 30 à 60 mm sur l'ouest du Nouveau-Brunswick. Vers 10 h locales le 8, 1 400 clients de Nova Scotia Power étaient sans électricité, la majorité dans la région d'Halifax (Nouvelle-Écosse), et 900 clients d’Énergie NB en étaient eux aussi privés, la plupart dans les secteurs de Sackville-Port Elgin, dans le comté de Charlotte, et dans le Madawaska. Des restrictions limitaient les traversés sur le pont de la Confédération entre le Nouveau-Brunswick et l’Île-du-Prince-Édouard alors que des rafales à plus de 90 km/h ont été rapportées. Les traversiers entre le Nouveau-Brunswick, la Nouvelle-Écosse, l’Île-du-Prince-Édouard et le Maine aux États-Unis ont été annulées le matin du 8.
Au Québec, Philippe a rejoint un autre système météo venant de l'ouest et les régions du Saguenay–Lac-St-Jean et de Charlevoix ont reçu des quantités importantes de pluie. Selon le Service météorologique du Canada, il tombé plus de 135 mm dans certains secteurs de Charlevoix. La pluie a fait déborder plusieurs rivières, emportant un chalet le long de la rivière Petit Bras, inondant des campings et coupant la route 170 reliant L'Anse-Saint-Jean à Sagard.